# Strongylognathus kratochvilli
Strongylognathus kratochvilli é uma espécie de insecto da família Formicidae.
É endémica de República Checa.